# Fröttmaning
Fröttmaning est un quartier de Munich, la capitale bavaroise. Il est situé au nord du quartier Freimann (district 12 Schwabing-Freimann). 
Fröttmaning est l'une des plus anciennes zones de peuplement de l'actuelle zone urbaine. Le 19 avril 815, il est nommé ad Freddamaringun et mentionné pour la première fois dans un document, in loco Freddimaringa.   
Le nom est dérivé du prénom Fridumar, qui signifie "le Pacifique". Avec la syllabe finale, le nom de lieu peut être traduit par "Propriété / Territoire de Fridumar".

## Histoire
Des découvertes de l'époque néolithique, comme une hache de pierre et des tombes en rangée de la période mérovingienne, témoignent du fait que les gens se sont installés dans la région il y a quatre mille ans. Le village de Fröttmaning a probablement vu le jour au VIe siècle apr. J.-C. après l'établissement de la communauté avec le chef de clan Fridumar. 
L'un de ses descendants, Situli, y a construit un lieu de prière, vraisemblablement une construction en bois. Le 19 avril 815, cette maison est consacrée par l'évêque Hitto von Freising. Afin de garantir la base économique de l'église, il lui donne deux serfs et vingt yoke (en) de terres agricoles et de prairies.

### Fröttmaning aujourd'hui
Après la Seconde Guerre mondiale, l’ancien centre de Fröttmaning est progressivement démoli dans les années 1950 pour la construction d’infrastructures, telles que le carrefour autoroutier Munich-Nord. À la fin des années 1960, les dernières fermes que la ville de Munich a rachetées sont démolies pour la décharge.
L'ancien centre du village de Fröttmaning est devenu depuis la fin des années 1960 un village abandonné. Seule l'ancienne église du village, l'église Heilig-Kreuz (de), est conservée et aujourd'hui intégrée au site d'enfouissement renaturé de Fröttmaninger Berg. Une réplique de l'église, dessinée par l'artiste Timm Ulrichs, à moitié intégrée dans la montagne, rappelle la disparition de Fröttmaning sous une montagne d'ordures.

## Fröttmaninger Berg
Fröttmaninger Berg (de) est une zone de loisirs établie sur une ancienne décharge haute de 75 m de haut située à la frontière nord de la ville de Munich, dans le quartier de Freimann à Munich, en face de l'Allianz Arena. Au nord-ouest se trouve la montagne sœur, la décharge nord-ouest. En outre, Fröttmaninger Berg est entourée notamment par le carrefour autoroutier Munich-Nord, la station d'épuration Gut Großlappen et une éolienne à son sommet. L'église Sainte Croix est devenue une attraction au pied de la montagne.

## Fröttmaninger Heide
Le terrain adjacent, Fröttmaninger Heide (de), est dénommé d'après Fröttmaning.

## Galerie de photographies

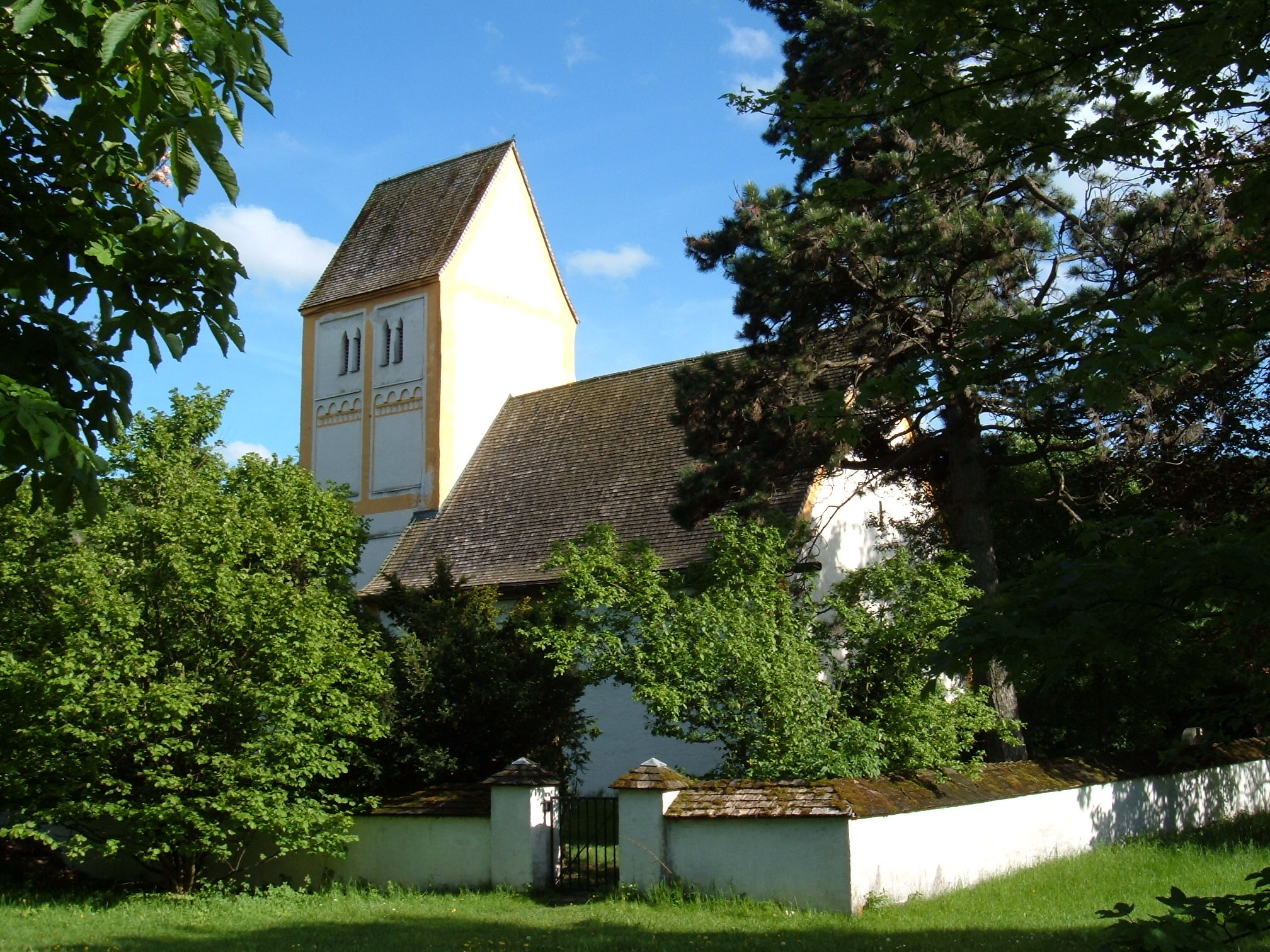
L'église Heilig-Kreuz (de) à Fröttmaning.
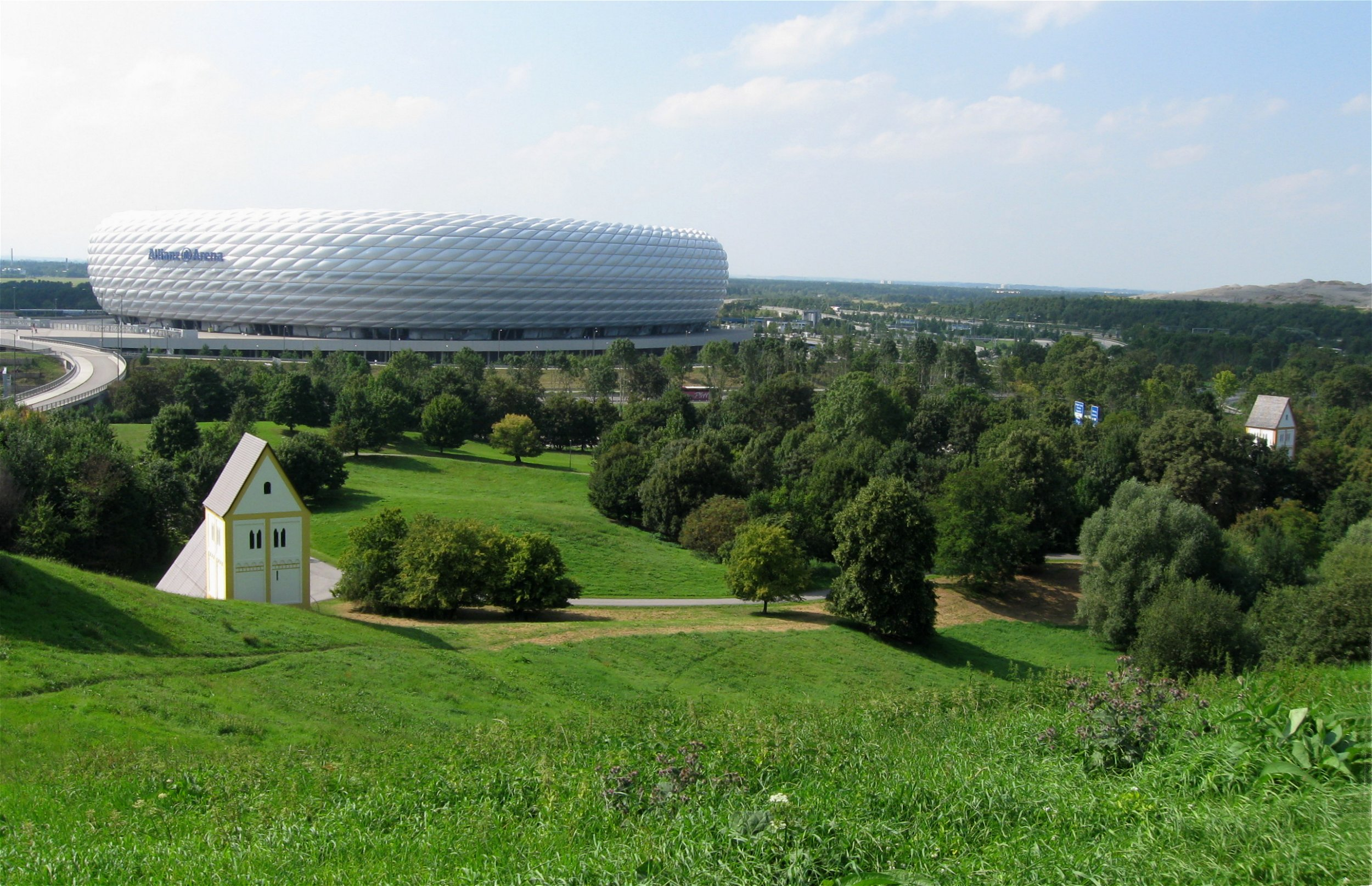
Fröttmaninger Berg, à gauche l'installation artistique « Village englouti », à droite l'église Heilig-Kreuz (de), à l'arrière l'Allianz Arena.
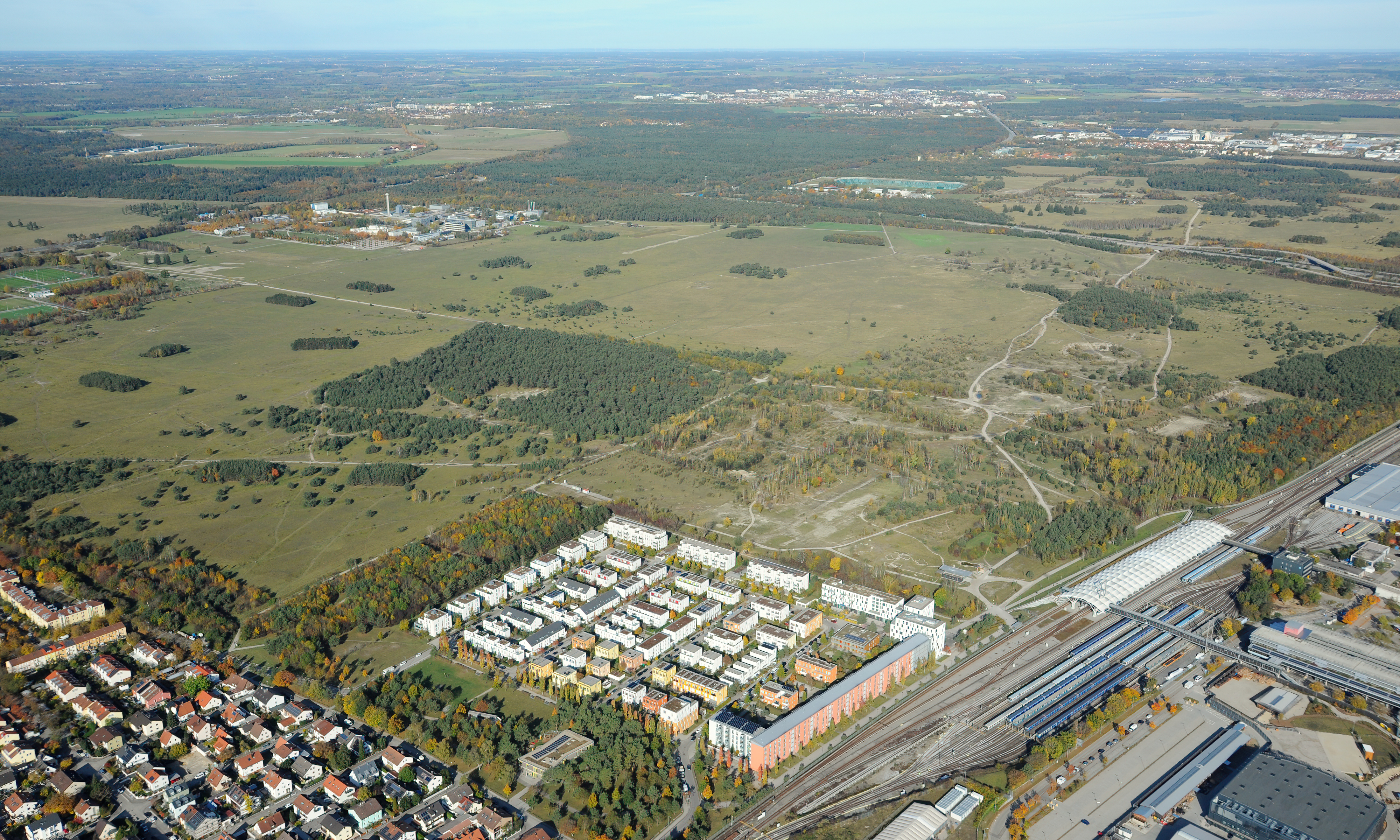
Fröttmaninger Heide.